# اسلاوی ارتش
اسلاویِ ارتش (آلمانی: Armee-Slawisch) یک زبان پیجین شامل هشتاد واژهٔ کلیدی بیشتر از ریشهٔ چکی بود. این زبان برای عبور از موانع زبانی در اتریش-مجارستان ساخته شد و تا پایان جنگ جهانی یکم به کار برده می‌شد.
بخشی از دلیل وجود این زبان تخصصی این بود که در حالی که آلمانی و مجاری زبان‌های رسمی بودند، نیمی از سربازان از مناطق اسلاوی‌زبان بکارگمارده می‌شدند. در کل، یازده زبان رسمی گوناگون برای رویارویی وجود داشتند. در حالی که تلاش‌هایی برای گروه‌بندی سربازان بر پایهٔ زبان انجام شد، همچنان یگان‌های زبانی مختلط وجود داشت.